# Kathryn Newton
Kathryn Love Newton (Orlando, Florida, 8 de febrero de 1997) es una actriz estadounidense. Es más conocida por su papel de Allie Pressman en la serie de Netflix, The Society, así como por su papel de Alex Nelson en la película de 2012 Paranormal Activity 4, que le valió un Young Artist Award por Mejor actriz joven en un largometraje.
También es conocida por interpretar una versión más joven de Claire Novak en la serie de The CW, Supernatural. En 2023 interpretó a Cassie Lang en Ant-Man and the Wasp: Quantumania.

## Vida y carrera
Kathryn Newton es hija de Robin y David Newton. Tiene ascendencia inglesa. Comenzó su carrera a los cuatro años, haciendo su debut en televisión en la telenovela All My Children, interpretando a Colby Marian Chandler de 2001 a 2004. Mientras tanto, también protagonizó dos cortometrajes, Abbie Down East (2002) y Bun-Bun (2003).
En 2008 Newton fue seleccionada para el papel de Louise Brooks en la serie de CBS, Gary Unmarried. En 2010, ganó dos Young Artist Awards por "Mejor actuación en una serie de comedia televisiva" y "Mejor actuación en una serie de televisión (comedia o drama)" por su trabajo en Gary Unmarried. Newton interpretó el papel de Chase Rubin-Rossi en la película de 2011, Bad Teacher, junto a Cameron Díaz. Tuvo el papel principal de Alex en la película Paranormal Activity 4, y ganó un premio en los Young Artist Awards por su actuación en la cinta. A partir de la temporada 10, tuvo un papel recurrente como Claire Novak en la serie televisiva Supernatural. 
En 2017, Newton apareció en la serie de HBO Big Little Lies, basada en la novela de Liane Moriarty del mismo nombre. En 2019 coprotagonizó la película de acción y ciencia ficción Pokémon: Detective Pikachu. Ese mismo año, protagonizó a Allie Pressman en la serie de Netflix The Society, la cual contó con una temporada al aire estrenada el 10 de mayo de 2019 y, aunque más tarde ese año fue renovada para una segunda temporada, en agosto de 2020 se anunció que la producción de esta sería cancelada. 
El 11 de diciembre de 2020, se anunció su participación en el reparto de la tercera entrega de la película de Marvel Studios del superhéroe Ant-Man en la cual Newton interpretaría una versión mayor de "Cassie", hija de Scott Lang (Ant-Man). La película, cuyo título se reveló que sería Ant-Man and the Wasp: Quantumania, se estrenó en febrero de 2023.

## Filmografía

### Cine
| Año  | Título                                    | Papel                          | Notas        |
| ---- | ----------------------------------------- | ------------------------------ | ------------ |
| 2002 | Abbie Down East                           | Mahala Burgess                 | Cortometraje |
| 2003 | Bun-Bun                                   | Chloe                          | Cortometraje |
| 2011 | Bad Teacher                               | Chase Rubin-Rossi              |              |
| 2012 | Actividad Paranormal 4                    | Alex Nelson                    |              |
| 2014 | The Martial Art Kids                      | Rina                           |              |
| 2016 | Mono                                      | Katie Kay                      |              |
| 2017 | Lady Bird                                 | Darlene                        |              |
| 2017 | Three Billboards Outside Ebbing, Missouri | Angela Hayes                   |              |
| 2018 | Blockers                                  | Julie Decker                   |              |
| 2018 | Ben Is Back                               | Ivy Burns                      |              |
| 2019 | Pokémon: Detective Pikachu                | Lucy Stevens                   |              |
| 2020 | Freaky                                    | Millie Kessler / Barney Garris |              |
| 2021 | El mapa de los instantes perfectos        | Margaret                       |              |
| 2023 | Ant Man and the Wasp: Quantumania         | Cassie Lang                    |              |
| 2024 | Lisa Frankenstein                         | Lisa                           |              |
| 2024 | Abigail                                   | Sammy                          |              |

### Televisión
| Año       | Título                  | Papel           | Notas                                               |
| --------- | ----------------------- | --------------- | --------------------------------------------------- |
| 2001–2005 | All My Children         | Colby Chandler  | 2 episodios                                         |
| 2008–2010 | Gary Unmarried          | Louise Brooks   | 37 episodios                                        |
| 2013      | Mad Men                 | Mandy           | 1 episodio                                          |
| 2013–2014 | Dog With a Blog         | Emily           | 3 episodios                                         |
| 2014–2018 | Supernatural            | Claire Novak    | Elenco recurrente, serie de TV The CW (6 episodios) |
| 2016      | A Housekeeper's Revenge | Laura Blackwell | Película para televisión                            |
| 2016–2017 | Halt and Catch Fire     | Joanie Clarke   | 3 episodios                                         |
| 2017-2019 | Big Little Lies         | Abigail Carlson | Recurrente (temporada 1), principal (temporada 2)   |
| 2017      | Mujercitas              | Amy March       | Miniserie; 3 episodios                              |
| 2019      | The Society             | Allie Pressman  | Principal; 10 episodios                             |

## Premios y nominaciones
| Año  | Premios                               | Categoría                                                                       | Papel                 | Resultado | Ref.   |
| ---- | ------------------------------------- | ------------------------------------------------------------------------------- | --------------------- | --------- | ------ |
| 2009 | Premios Young Artist                  | Mejor Actuación en una Serie de TV (Comedia o Drama) - Actriz Joven de Reparto  | Gary Unmarried        | Nominada  | [ 9 ]  |
| 2010 | Premios Young Artist                  | Mejor. Actuación en una Serie de TV (Comedia o Drama) - Actriz Joven de Reparto | Gary Unmarried        | Ganadora  |        |
| 2011 | Premios Young Artist                  | Mejor Actuación en una Serie de TV (Comedia o Drama) - Actriz Joven de Reparto  | Gary Unmarried        | Nominada  | [ 10 ] |
| 2013 | Premios Young Artist                  | Mejor actuación en un largometraje: actriz joven principal                      | Paranormal Activity 4 | Ganadora  | [ 1 ]  |
| 2020 | Premios del Sindicato de Actores      | Actuación sobresaliente de un reparto en una serie dramática                    | Big Little Lies       | Nominada  | [ 11 ] |
| 2020 | Premios de la Crítica Cinematográfica | Mejor actriz en una película de terror                                          | Freaky                | Nominada  | [ 12 ] |
| 2020 | Premios de la Crítica Cinematográfica | Mejor villana en una película                                                   | Freaky                | Nominada  | [ 12 ] |